# Dionýz Ilkovič
Dionýz Ilkovič (Šarišský Štiavnik, 18 gennaio 1907 – Bratislava, 3 agosto 1980) è stato un fisico e chimico slovacco.
Contribuì allo sviluppo delle basi teoriche della polarografia. A lui si deve l'equazione di Ilkovič.

## Biografia
Dopo aver studiato al liceo di Prešov (1919-1924) si iscrisse all'Università Tecnica Ceca di Praga studiando ingegneria meccanica ed elettrica (1924-1925). Passò quindi alla Facoltà di Scienze della Università Carolina di Praga (1925-1929) dove studiò chimica e fisica. Presso l'Istituto di Chimica conobbe il professor Jaroslav Heyrovský, inventore dell'elettrodo a goccia di mercurio, e sotto la sua guida ottenne il dottorato (1932) con una tesi dal titolo Studio del catodo a goccia di mercurio nella decomposizione elettrolitica dell'acqua. Terminato il dottorato Ilkovič insegnò chimica presso varie università (1932-1940). Nel 1934 ottenne il titolo di professore. Nel 1937/1938 visitò il laboratorio del prof. René Audubert a Parigi. Nel 1940 tornò in Slovacchia e fu professore presso l'Università di Tecnologia e Scienza e presso l'Università Comenio di Bratislava fino al 1976, quando andò in pensione. Morì per un attacco di cuore nel 1980.
Ilkovič fu anche una figura di primo piano nel campo della fisica slovacca. Fondò l'Istituto di Fisica dell'Accademia slovacca delle scienze e ne fu direttore dal 1953 al 1961. Porta il suo nome anche il primo testo universitario di fisica della Slovacchia.

## Equazione di Ilkovič
Insieme a Heyrovský contribuì allo sviluppo delle basi teoriche della polarografia. È autore dell'equazione di Ilkovič che stabilisce che la corrente di diffusione è proporzionale alla concentrazione della specie elettrolilizzata:
{\displaystyle \operatorname {i} _{d}=708nCD^{1/2}m^{2/3}t^{1/6}}
dove:
- n = numero di elettroni implicati nella reazione di elettrolisi;
- C e D = rispettivamente, concentrazione e coefficiente di diffusione della specie oggetto dell'elettrolisi;
- t = tempo di sgocciolamento;
- m = peso del mercurio caduto nell'unità di tempo.

Questa legge è valida approssimando la goccia di mercurio ad una forma sferica. L'equazione di Ilkovič permette di determinare, oltre alla concentrazione, anche il coefficiente di diffusione di una determinata specie chimica. Raggruppando i termini costanti, l'equazione assume la forma semplificata id = K C.